# لورا ألكوبا
لورا ألكوبا (بالفرنسية: Laura Alcoba)‏ كاتبة أدبية ومترجمة، من أصل أرجنتيني، وُلدت في 1968.